# 보인중학교 축구부
보인중학교 축구부는 서울특별시에 위치한 송파중학교의 축구부이다. 송파중학교가 운영하는 축구부로 1970년에 창단하였다.

## 출신 선
- 송파중학교